# Marcus Postumius Regillensis
Marcus Postumius Regillensis war ein römischer Politiker der älteren Römischen Republik im späten 5. Jahrhundert v. Chr. und Angehöriger der patrizischen gens Postumia. Er amtierte 414 v. Chr. als Konsulartribun (tribunus militum consulari potestate) und war mit der Kriegsführung gegen die Äquer betraut.

## Leben
Nach Eroberung der Stadt Bolae wurde er wegen seiner nicht eingehaltenen Versprechungen und seiner harten, unverhältnismäßigen Vorgehensweise gegenüber den protestierenden Soldaten in einem offenen Aufruhr (seditio militum) zu Tode gesteinigt.
Erst im folgenden Jahr konnten nach einem Senatsbeschluss (senatus consultum) die designierten Konsuln mit der Untersuchung (quaestiones extraordinariae) des Falls beauftragt werden. Lediglich die Rädelsführer des Aufstandes wurden ausgemacht und hingerichtet.
Die Besonderheit, in dieser nicht unumstrittenen Quellenangabe des Titus Livius, liegt in der Art des repressiven Verfahrens. Für das Verbrechen der Soldaten im Felde wäre die schrankenlose, militärische Gerichtsbarkeit (militiae) anzuwenden gewesen. Aufgrund der besonderen Umstände, die vermutlich aus den schwelenden Ständekämpfen herrührten, wurde aus Rücksicht auf die Mehrheit der plebejischen Soldaten der mildere, zivile Jurisdiktionsweg eingeschlagen.
Ein ähnliches Schicksal widerfuhr 89 v. Chr. dem Aulus Postumius Albinus, einem entfernten Nachkommen des M. Postumius Regillensis. Hier blieb das Tötungsdelikt für die Täter jedoch folgenlos.

## Quelle
Titus Livius, Ab urbe condita 4, 49-51